# Ken Buffin
Kenneth Frederick „Ken” Buffin (ur. 1 listopada 1923 w Barry, zm. 9 grudnia 1972 w Cardiff) – brytyjski gimnastyk, uczestnik Igrzysk Olimpijskich w 1948 w Londynie i Igrzysk Olimpijskich w 1952 w Helsinkach i Igrzysk Olimpijskich w 1960 w Rzymie. Na igrzyskach olimpijskich w Londynie zajął 79. miejsce w wieloboju gimnastycznym. Najlepszym wynikiem w pojedynczej konkurencji była 52. lokata w drążku. Na igrzyskach olimpijskich w Helsinkach zajął 115. miejsce w wieloboju gimnastycznym. Najlepszym wynikiem w pojedynczej konkurencji była 66. lokata w drążku. Natomiast w Rzymie odpowiednio 114. i 72. również w drążku.